# Innopolis
Innopolis est un établissement urbain du district de Verkhneuslonsky de la République du Tatarstan, en Russie. C'est un satellite de Kazan, la capitale de la république. Innopolis a été créé le 24 décembre 2012 en tant que parc technologique. Bien que petite en surface, c'est officiellement une ville. 
La ville héberge près de 80 startups, et est considérée comme la « Silicon Valley » russe,.

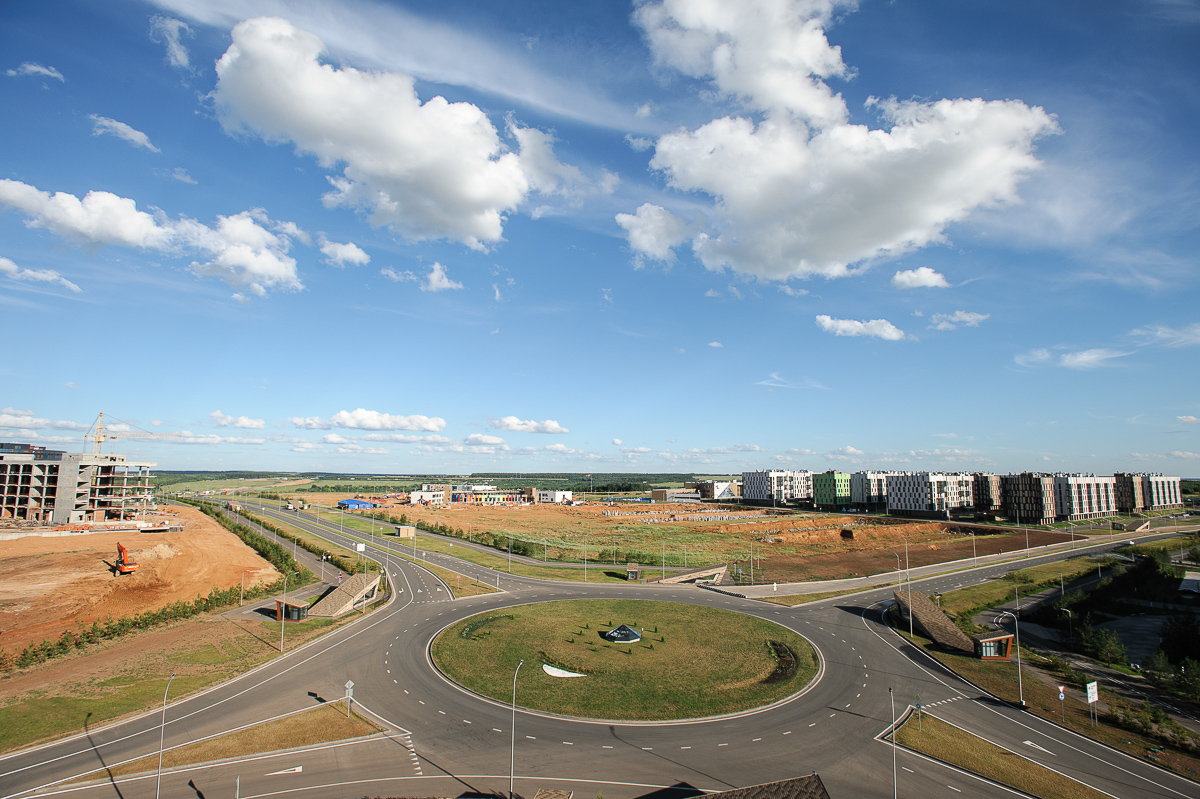
Vue générale du site